# Prosoplus sumatranus
Prosoplus sumatranus är en skalbaggsart som beskrevs av Stefan von Breuning och De Jong 1941. Prosoplus sumatranus ingår i släktet Prosoplus och familjen långhorningar. Inga underarter finns listade i Catalogue of Life.